# Dairon Asprilla
Dairon Asprilla, né le 25 mai 1992 à Istmina dans le département de Chocó, est un footballeur colombien. Il joue au poste d'ailier droit à l'Atlético Nacional.

## Biographie
Le 8 décembre 2014, Asprilla s'engage avec la MLS et les Timbers de Portland.

## Palmarès
Alianza Petrolera
- Champion de D2 colombienne en 2012.

 Timbers de Portland
- Vainqueur de la Coupe MLS en 2015
- Finaliste de la Coupe MLS en 2018 et 2021